# 枋寮 (高雄市)

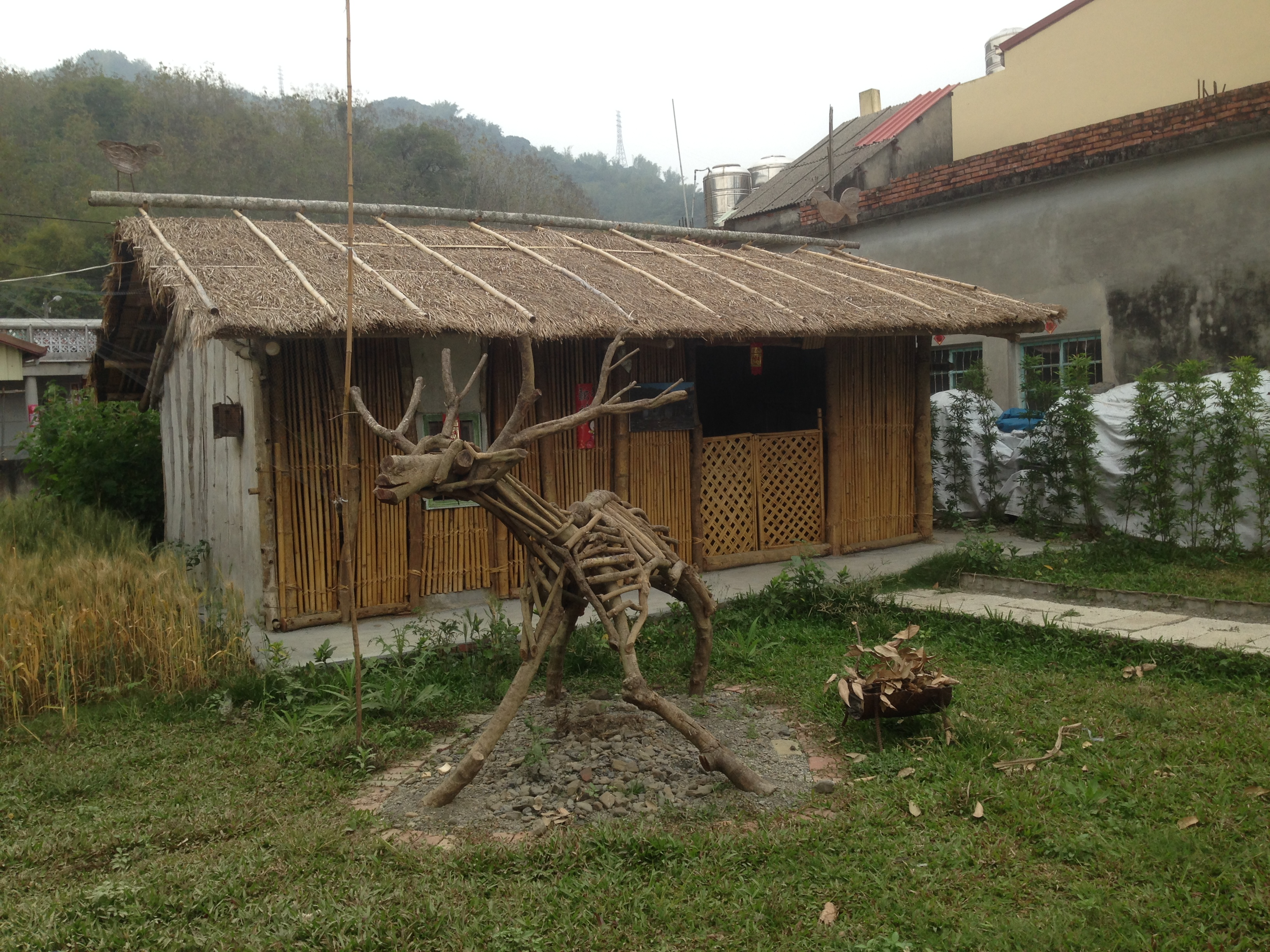
枋寮大武壠族人所搭建之傳統屋舍。

枋寮（臺羅：Pang-liâu）位於台灣高雄市杉林區集來里金興社區，為一大武壠族部落。明鄭時期，原居於臺南市玉井盆地大武壠族人因受漢移民及西拉雅族進逼，其中芒仔芒社大武壠族人約於 1781 年遷徙至此，建立枋寮部落，並於 1799 年遷徙至六龜、荖濃等地，至今枋寮與六龜仍有便道能互相往來，兩社族人有長期通婚關係。1871 年，英國攝影家約翰・湯姆生（John Thomson）即曾在此停留。
枋寮金興社區的歷史可以追溯至日本時代。庄內約有86戶居民，多數為潘姓。舊地名如「竹湖仔」、「公館」、「蜻蜓仔頂」、「咬人狗窟」、「七命坪」等，均與枋寮的故事和遷徙歷史有關。

## 地理位置
枋寮位處楠梓仙溪中游地區的東岸，在行政區域上屬杉林區最東北角的集來里（1-3鄰），由玉山山脈延伸而下的內英山與緊鄰東邊的六龜區相隔。整個聚落位在海拔200至230 m的丘陵地，在往南不到300 m傍有枋寮溪，該溪由東向西匯入楠梓仙溪，

## 經濟活動
自日本時代政府大規模栽植柚木林後，庄民便利用零星山坪地粗耕旱稻（居民稱「埔針仔」）與苧麻。庄民也趁著雨季過後，採收柚木林所滋發的木耳，或採集無患子以及柚木種籽來販賣。直到1956年前後，搬來一批約40人的外省老兵住進枋寮東邊「雙溪仔」，開始墾闢林班地並引進粉質優良的樹薯。

## 另見
- 大武壠族
- 枋寮:金興社區發展網站 https://www.facebook.com/金興社區發展協會-452104678214411/